# Votorantim
Votorantim S.A. (VSA) es una multinacional brasileña de propiedad familiar, creada por el ingeniero pernambucano José Ermírio de Moraes.  Opera en 19 países e invierte en minería, cemento, energía, finanzas, inversiones inmobiliarias y producción de jugo de naranja concentrado.  Al 2018, tenía más de 34.000 empleados y ganancia neta de 2 mil millones de reales brasileños.

## Historia
José Ermírio de Moraes, un ingeniero pernambucano egresado de la Escuela de Minas del Colorado, compró las acciones y tomó el control de la empresa de su suegro, el inmigrante portugués Antônio Pereira Inácio, quien en 1918 había adquirido una fábrica de tejidos ubicada en el barrio de Votorantim en Sorocaba, estado de San Pablo. Es en este punto que comienza la historia de la empresa.
Debido a la Gran Depresión, ocurrida algunos años después, de Moraes comenzó a diversificar los negocios de la empresa, que hasta entonces sólo participaba en la industria textil, e ingresó al sector químico adquiriendo la Compañía Nitro Química.  Invirtió también en la producción de cemento y aluminio, fundando la Compañía Brasileña de Aluminio (CBA) y pasó a actuar en los sectores de energía, acero, celulosa y papel, finanzas, y jugo de naranja.  Con su muerte en 1973, su hijo Antônio Ermírio de Moraes tomó el control de la empresa, junto con su hermano José Ermírio de Moraes hijo.
En 1981 construyó la refinería SMP de níquel y cobalto, la cual vendió en 2022.
En 2001, la empresa inició su proceso de internacionalización mediante la compra de St. Marys Cement, en el Canadá, iniciando Votorantim Cimentos North America.
En 2003, Votorantim creó un centro de documentación e investigación responsable por el legado y preservación de la historia de la empresa, que realiza la catalogación y registro de la historia oral de los empleados.  Con una lista de empresas en su cartera, Votorantim se convirtió en la única sociedad de cartera privada brasileña calificado por las tres más importantes agencias calificadoras: Moody's (2007), Fitch Ratings (2006) y Standard & Poor's (2005).
En 2009, un estudio realizado por la Sociedad Brasileña de Estudio de las Empresas Transnacionales y la Globalización Económica (Sobeet) ubicó a la empresa como una de las cinco multinacionales brasileñas con mayores activos en el exterior, totalizando US$ 7.8 mil millones.
En 2016, 2017 y 2018, Votorantim es mencionada en las listas de Mejores Empresas para Trabajar y Mejores Empresas para Iniciar Carrera, ambas listas nacionales de la revista Você S/A. También fue reconocida en 2018 como una de las 150 mejores empresas para trabajar, por el Great Place to Work (GPTW) publicado en la revista nacional Época Negócios.

### Gobierno corporativo
El sistema de Gobierno Corporativo de Votorantim se inició en la década de 1990 cuando la 3.ª generación de accionistas familiares se encargó de crear un modelo de gestión, en su opinión, más agresivo y globalizado acorde con la competitividad industrial del momento.
Como resultado, la empresa pasó a utilizar un formato de gobierno que aseguraba el crecimiento y el equilibrio entre los accionistas familiares y los ejecutivos de la empresa.  Este modelo se consolidó en 2001 y pasó a ser ejercido por el Consejo de Administración de Hejoassu, empresa que posee el control accionario de Votorantim.
La estructura incluyó al Consejo de la Familia, responsable por la relación entre los familiares y las empresas de la cartera, y el Consejo de Votorantim Participações, a cargo de definir las estrategias y directrices de la empresa, así como la validación de la planificación de todos los negocios.
Por su modelo de gestión, Votorantim recibió el reconocimiento  del Swiss Institute IMD Business School y del Lombard Oder Darier Hentsch Bank en 2005, siendo considerada la mejor empresa familiar del mundo y siendo la primera empresa latinoamericana en recibir este reconocimiento.
Para continuar mejorando su sistema de gestión, en 2013, se crearon nuevos Consejos y Comités Fiscalizadores para cada empresa del portafolio, encabezados por directores, ejecutivos y representantes independientes de Votorantim Participações.
En enero de 2016, hubo una reestructuración societaria del holding en la que Votorantim Participações se fusionó con Votorantim Industrial, que cambió su nombre a Votorantim S.A.

## Empresas
Las sociedades en las que Votorantim SA invierte son:

### Cementos Votorantim
Fundada en 1936, a través de la fábrica Santa Helena, es la más antigua inversión sobreviviente en la empresa.  Inicialmente, producía cementos de la marca Votoran y estaba ubicada en una zona industrial de Sorocaba (estado de San Pablo). En 2002, Votorantim Cementos amplió su presencia en el mercado brasileño con la adquisición de la empresa Engemix, especializada en servicios de hormigón.  Dos años más tarde, Holcim vendió sus fábricas brasileñas a Engemix; el gobierno forzó a Votorantim a deshacerse de algunas de ellas en 2008.  Ganó tres veces en el premio “Mejor y Más Grande” de la revista Exame (2014, 2015 y 2016).  Votorantim Cementos actúa en 14 países y es la 7.ª mayor empresa cementera del mundo. En 2017, lideró las listas de Transparencia en Informes Corporativos, publicado por la organización Transparência Internacional Brasil.  En 2022, Cementos Votorantim asesoraba sobre el uso de biomasa en vez de coque de petróleo en las fábricas.

### Aceros
En 2017, Votorantim firmó un acuerdo con ArcelorMittal mediante el cual las operaciones siderúrgicas de Votorantim en Brasil, controladas por Votorantim Siderurgia, se convirtieron en subsidiarias de ArcelorMittal, y Votorantim en accionista de la multinacional.  Votorantim sigue apostando por el sector siderúrgico a través de sus empresas internacionales: Acerías Paz del Río y AcerBrag.

### CBA
Las actividades relacionadas con la producción de aluminio comenzaron con la creación de la Compañía Brasileña de Aluminio, CBA, en 1955, ubicada en el interior del estado de San Pablo .
Debido a la alta demanda de energía de las plantas de aluminio, Votorantim inicia la construcción de centrales hidroeléctricas en la cuenca del río Juquiá en el valle de Ribeira en el estado de San Pablo. Esta inversión crece hasta conformar el Complejo Juquiá, que cuenta con un total de siete plantas. Para asegurar el suministro continuo de agua a las plantas de esta región, se adquieren 31.000 hectáreas de bosque atlántico en áreas cercanas a ríos y manantiales, manteniendo así su protección.  En 2012, el área se convierte en la Reserva Legado das Águas, aunque Votorantim ya conservaba la región desde medio siglo antes.
En los años siguientes, CBA ganó el Premio a la Excelencia de la Industria Minera y Metalúrgica Brasileña, otorgado por la revista Minérios y Minerales.

### Recursos Nexa
Votorantim Metales (hoy Nexa) fue inaugurada en 1956 con la producción de zinc en la refinería Três Marias, en Minas Gerais. Sus operaciones comenzaron en 1969, utilizando el mineral tratado en Vazante.  En 2004, la compañía amplía su alcance con la adquisición de la refinería de Cajamarquilla, en el Perú, y se internacionaliza. Un año después, compra participaciones en la minera Milpo y, en 2010, toma el control total de la tercera productora de zinc del Perú. En los años siguientes, expande sus operaciones a los Estados Unidos y a Luxemburgo.
En 2005, Votorantim Metales es clasificada como una de las 10 mayores empresas mineras de Brasil, según los “Mejores y Más Grandes” de la revista Exame y, en 2012, ganó el título de una de las “Mejores Empresas para Trabajar” en Brasil por Você.
En 2017, la empresa cambia de nombre y se convierte en Nexa Recursos al cotizar su oferta pública de venta (OPV) en las bolsas de valores de Toronto y de Nueva York.  Considerada una de las cinco mayores productoras de zinc del mundo y líder en Iberoamérica, Nexa Recursos cuenta con un portafolio que también incluye plomo, plata, cobre, oro, otros minerales, metales no ferrosos, y químicos.

### Citrosuco
Votorantim inicia su participación en el sector de jugo de naranja concentrado en 1989 con la creación de Citrovita.  En 2010, esta empresa se fusionó con Citrosuco, del Grupo Fisher, y adoptó su nombre, convirtiéndose en el mayor productor mundial de jugo de naranja concentrado.

### Banca
Banco Votorantim fue fundado en 1988 como una sociedad comercializadora de valores inmuebles (DTVM, por sus siglas en portugués).  En 1991 se tornó banco. En 2009, Votorantim se asoció al Banco do Brasil, vendiéndole poco menos del 50% de sus acciones.  Al 2016, el Banco Votorantim tenía 5052 empleados y activos totales equivalentes a 108,028 millones de reales brasileños.  En 2022, Banco Votorantim era accionista minoritario del banco digital brasileño Neon, fundado en 2016.

### Votorantim Energía
Creada en 1996, Votorantim Energia es una de las mayores autoproductoras de energía del sector privado.  La primera planta de la empresa se construyó con el objetivo de suplir la necesidad energética. El grupo gestiona 33 centrales hidroeléctricas.
En 2018, Votorantim Energia inauguró el Complejo Eólico Vientos de Piauí, iniciando el ingreso de la empresa a la inversión en energía eólica.

## Activismo social y ambiental

### Instituto Votorantim
Con el objetivo de gestionar la inversión social privada, nació en 2002 el Instituto Votorantim. El Instituto es responsable de definir el enfoque de las actividades de las empresas y definir sus lineamientos en materia de responsabilidad social.
El trabajo desarrollado está dirigido a las comunidades de los municipios donde están presentes las empresas participadas de Votorantim, actuando en políticas socioambientales, educación y desarrollo local. El Instituto también trabaja en asociación con ONGs y monitorea los resultados del trabajo en las comunidades.
En 2013 y 2015, el Instituto ganó el Premio Desarrollo de Base Latinoamericano, cuyo objetivo es resaltar las iniciativas comunitarias enfocadas a combatir la pobreza en América Latina. También en 2015, el Programa ReDes, desarrollado por el Instituto Votorantim y por el BNDES, es reconocido por el PNUD como una de las iniciativas de inclusión social de Brasil.
En 2016, el Instituto Votorantim realizó 340 proyectos, entre iniciativas propias y apoyo a proyectos locales, totalizando una inversión equivalente a 108.5 millones de reales brasileños. Motivado por la celebración de los 100 años de Votorantim, en 2018, el Instituto amplió el alcance de la Alianza Votorantim por la Educación (PVE) a 103 municipios.

### Legado de las aguas
Entre 1920 y 1950, Antonio Ermírio de Morais adquirió 31,000 hectáreas de bosque atlántico para garantizar la protección de los manantiales y ríos utilizados por las usinas del Complejo Juquiá. Considerada la mayor reserva privada de bosque atlántico del Brasil, el Legado de las Aguas está ubicada en el Valle de Ribeira, al sur del estado de San Pablo y abarca tres municipios: Juquiá, Miracatu y Tapiraí.
En 2012, Votorantim firmó un convenio con el Gobierno del Estado de San Pablo para la implantación de una reserva que ofrece un legado positivo para la sociedad, desarrollando actividades de investigación, educación ambiental y turismo sustentable, además de posibilidades de negocios a partir de los recursos ambientales presentes. El área adquirida en la primera mitad del siglo XX se convirtió en la reserva Legado de las Aguas.